# 綠疣猴
綠疣猴（學名）是靈長目猴科綠疣猴屬的一種。分布於西非的科特迪瓦、加納、幾內亞、利比裡亞、尼日利亞、塞拉利昂、多哥等國，棲息於亞熱帶和熱帶干燥森林和沼澤地區。目前受到棲息地減少的威脅。